# 哈素海

哈素海及周边河流灌渠

哈素海是一个位于中国内蒙古自治区土默特左旗的湖泊，面积约为27.7平方千米。